# 労働審判
労働審判（ろうどうしんぱん）とは、日本の法制度の一つであって、職業裁判官である労働審判官と民間出身の労働審判員とで構成される労働審判委員会が、労働者と使用者との間の民事紛争に関する解決案をあっせんして、当該紛争の解決を図る手続（労働審判手続）をいう（労働審判法1条）。また、この手続において労働審判委員会が発する裁判も、労働審判という。
労働審判は、2000年代に日本政府が進めた司法制度改革の一環として導入された制度であり、2006年（平成18年）4月に運用が開始された。司法統計によると、労働審判の新受件数（日本全土）は、運用開始後2009年（平成21年）まで増加し、同年以降、2016年（平成28年）まで年間3500件前後で推移している。
司法統計により終局事由をみると、例年70％前後の事件で調停が成立し、9％前後の事件で申立てが取り下げられ、4％前後の事件が労働審判法24条に基づいて終了し、17％前後の事件で労働審判が発令され、7％前後の事件で労働審判が確定し、10％前後の事件で労働審判に異議が申し立てられている。したがって、調停が成立したり労働審判が確定したりしている合計77％前後の事件において、当事者双方が受容可能な解決が図られ、申立てが取り下げられたり24条終了となった事件の一部において、申立人が自己の主張の当否に一応の目処をつけていることになる。

## 対象
労働審判の対象となる紛争は、「個別労働関係民事紛争」である（労働審判法1条）。個別労働関係民事紛争とは、「労働契約の存否その他の労働関係に関する事項について個々の労働者と事業主との間に生じた民事に関する紛争」である（同条）。これに当たる事案の例として、解雇された労働者が、解雇無効を主張して、未払賃金の支払や労働者としての地位の確認を求める事案がある。また、労働者が時間外労働に対する割増賃金の支払を求める事案、労働者が労働災害や優越的地位濫用（セクシャルハラスメント、パワーハラスメントなど）による損害賠償の支払を求める事案、あるいは逆に、事業主が解雇の有効性の確認を求める事案なども個別労働関係民事紛争に当たる。
他方で、公務員が懲戒処分の取消しを求める事案は、行政訴訟でしか取り扱えない（行政事件訴訟法9条）ので、労働審判手続の対象とはならない。労働者の事業主に対する（労働協約等の集団的合意に基づかない）純粋に私的な貸付の返済を求める事案は、「労働関係に関する事項」ではないから、対象とはならない。労働組合が事業主その他の使用者の不当労働行為に対する慰謝料の支払を求める事案は、「個々の労働者と」事業主との間に生じた紛争ではないから、対象とはならない。労働者が優越的地位濫用者自身に損害賠償の支払を求める事案も、個々の労働者と「事業主との」間に生じた紛争ではないから、対象とはならない。

## 代理人
労働審判手続は、当事者本人が自ら申し立てたり審判期日に出席したりすることもできるが、代理人にこれらの手続をさせることもできる。ただし、代理人となり得るのは、原則として弁護士に限られる（労働審判法4条本文）。「裁判所は、当事者の権利利益の保護及び労働審判手続の円滑な進行のために必要かつ相当と認めるときは、弁護士でない者を代理人とすることを許可することができる」（同条ただし書き）とされているが、実際には、この許可がなされる例は少ない（司法書士、社会保険労務士、労働組合の専従職員等であっても、不許可となる例は多い。）。労働審判の当事者の大半が、弁護士を代理人として選任している。
後述するとおり、労働審判は、第1回審判期日前に主張書面を提出する必要があったり（労働審判規則15条1項参照）、第1回審判期日で労働審判委員会が心証を形成するのが通例であったりするために、迅速に、適法な書式で、簡素かつ趣旨明瞭な書面を作成する必要がある。そのためには、申立段階でも答弁段階でも審判期日でも法律専門家の助言や代弁が有用である場合が多いし（各地方裁判所の申立受付担当部署や担当事件部でも、その旨の案内をしている。）、逆に、弁護士に依頼すれば費用倒れになることが見込まれる事案であれば、むしろ、都道府県労働局の紛争調整委員会のあっせんや簡易裁判所での民事調停によって解決を図る方が適切といえる。

## 申立て
労働審判は、以下のいずれかの地方裁判所本庁か東京地方裁判所立川支部、静岡地方裁判所浜松支部，長野地方裁判所松本支部，広島地方裁判所福山支部及び福岡地方裁判所小倉支部に申し立てることができる（労働審判法2条，労働審判規則3条）。
1. 相手方の住所、居所、営業所若しくは事務所の所在地を管轄する地方裁判所
2. 個別労働関係民事紛争が生じた労働者と事業主との間の労働関係に基づいて当該労働者が現に就業し若しくは最後に就業した当該事業主の事業所の所在地を管轄する地方裁判所（紛争発生時の労働者の勤務地を管轄する地方裁判所、と考えれば大きな間違いはない。）
3. 当事者が書面による合意で定める地方裁判所

労働審判の申立は、以下の事項を記載し、申立人代理人（申立人代理人がないときは申立人自身）が記名押印した書面でする（労働審判法5条2項、労働審判規則7条、9条1項、2項、民事訴訟規則2条）。
1. 当事者の氏名又は名称及び住所並びに申立人代理人の氏名及び住所
2. 申立人代理人（申立人代理人がないときは申立人自身）の住所の郵便番号及び電話番号（ファクシミリの番号を含む。）
3. 「労働審判申立事件」との表示
4. 年月日（郵送又は提出年月日とする例が多い。）
5. 提出先裁判所の表示
6. 申立の趣旨（「発令を求める労働審判の主文」を意味する。）
7. 申立の理由（「労働審判委員会が申立の趣旨どおりの労働審判を発令することが正当である理由」を意味する。）
8. 予想される争点及び当該争点に関連する重要な事実
9. 予想される争点ごとの証拠
10. 当事者間においてされた交渉（あっせんその他の手続においてされたものを含む。）その他の申立に至る経緯の概要
11. 附属書類の表示

申立書には、できる限り、申立てを理由づける事実（請求原因事実）についての主張とそれ以外の事実（関連事実）についての主張とを区別して、簡潔に記載しなければならない（同規則18条）。東京地方裁判所が、申立書の書式を配布している。
申立書には、予想される争点についての証拠書類の写しを添付し、申立書の写しを相手方の数に3を加えた通数（これらは、裁判所が相手方に送達したり、労働審判委員会が手控えとする。）、証拠書類の写しをそれぞれ相手方の数と同数（これは、裁判所が相手方に送達する。）、それぞれ提出しなければならない（同規則9条3項、4項）。
手数料（訴えを提起するときの半額。民事訴訟費用等に関する法律3条1項、4条、別表第一14項）及び裁判所が定める額の郵便切手等（同法11条～13条）を納付しなければならない。取下げは、書面か労働審判期日において口頭でする（同規則11条1項）。

## 労働審判委員会
労働審判では、労働審判官1人及び労働審判員2人で組織する労働審判委員会が、事案の審理・判断をする（労働審判法7条）。
労働審判官は、地方裁判所が当該地方裁判所の裁判官の中から指定する（同法8条）。指定の方法は、各地方裁判所の内規である事務分配規程に定められている。東京地方裁判所や大阪地方裁判所のような特大規模庁では、労働事件専門部が置かれており、その他の大規模庁でも労働事件集中部が置かれていて、その部所属の裁判官が労働審判官として指定される。
労働審判員候補者は、労働関係に関する専門的な知識経験を有する者で原則として68歳未満のものの中から、最高裁判所によって任命され（同法9条2項、3項、労働審判員規則1条）、その所属する地方裁判所を定められている（同規則4条）。各地の労使の団体が、労働審判員候補者の選定に協力している。労働審判員候補者は非常勤の国家公務員であり、その任期は2年である（同法9条2項、同規則3条）。
労働審判員は、労働審判事件ごとに、当該事件を担当する労働審判官が、当該地方裁判所所属の労働審判員候補者の中から指定する（同法10条1項）。労働審判官は、「労働審判員〔候補者〕の有する知識経験その他の事情を総合的に勘案し、労働審判委員会における労働審判員の構成について適正を確保するように配慮し」て（同条2項）、労働審判員を指定しなければならない。実務上は、労働組合出身の労働審判員が1名、使用者団体出身の労働審判員が1名、それぞれ指定されている。
労働審判員は、労働者側、使用者側といった特定の立場の利益代表ではなく、中立かつ公正な立場において、職務を行うべきものである（同法9条1項）。実際にも、労働審判員が、当事者に対して、労働審判期日で党派的な言動に及んだとの報告例はほとんど見当たらないことからすると、労働審判員は、中立・公正を相当強く意識していると考えられる。他方で、労働審判の当事者の多くは中小企業とその従業員とであるのに対し、労働審判員は労働組合（なお、日本では、産業別組合の組合員は少なく、労働組合に所属する者のほとんどは、企業別労働組合の組合員である）や人事業務専従者が存在するような大企業出身者が多く、中小企業における労働の実態を的確に理解できているのかという疑問もあり得るところである。

## 期日
申立てがあると、労働審判官は、労働審判期日を定めて事件の関係人を呼び出す（労働審判法14条）。このとき、労働審判官は、特別の事由がある場合を除き、労働審判手続の申立がされた日から40日以内の日に第1回労働審判期日を指定しなければならない（労働審判規則13条）。その日時は、申立人及び労働審判員の都合を聞いて指定される。
これとともに、労働審判官は、答弁書の提出をすべき期限を定め（同規則14条1項）、その期限までに答弁書を提出するよう催告する（同規則15条2項）。
相手方は、期限までに、以下の事項を記載し、代理人（代理人がないときは相手方自身）が記名押印した答弁書を提出（ファクシミリ送信でよい。）しなければならない（労働審判規則7条、16条1項、民事訴訟規則2条、3条1項）。
1. 当事者の氏名又は名称及び相手方代理人の氏名及び住所
2. 相手方代理人（相手方代理人がない場合は相手方自身）の住所の郵便番号及び電話番号（ファクシミリの番号を含む。）
3. 事件の表示（呼出状に記載された「平成○○年（労）第○○号」との事件番号）
4. 年月日（郵送又は提出年月日とする例が多い。）
5. 提出先裁判所の表示
6. 申立の趣旨に対する答弁（「発令を求める労働審判の主文」を意味する。）
7. 申立書に記載された事実に対する認否
8. 答弁を理由付ける具体的な事実
9. 予想される争点及び当該争点に関連する重要な事実
10. 予想される争点ごとの証拠
11. 当事者間においてされた交渉（あっせんその他の手続においてされたものを含む。）その他の申立に至る経緯の概要

答弁書には、予想される争点についての証拠書類の写しを添付するとともに、答弁書の写し3通を提出しなければならない（同規則16条2項、3項）のは、申立書を提出する場合と同様である（なお、相手方が複数あるときは、裁判所が、答弁書を他の相手方にも送付するよう促すことがある。）。また、相手方は、申立人に対しても、答弁書及び証拠書類の写しを直接ファクシミリで送信する等して直送しなければならない（同規則20条1項、3項1号、4号）。

## 関連文献・記事
- CiNii>労働審判
- 産労総合研究所「労働判例」